# 't Spiehuis
 't Spiehuis is een voormalige langhuisboerderij op het landgoed Pijnenburg aan de Biltseweg 45-47 bij Soest.
Het huis werd gebouwd omstreeks 1800 op de smalste punt van een lange spievormige strook land, gelegen tussen de Turfweg en de huidige Biltseweg. Aan die stook land ontleende het huis de naam. Vermoedelijk werd het pand gebouwd als boerderij, met mogelijkheid tot het wisselen van paarden, uitrusten en overnachten. Met zekerheid kan gesteld worden dat in 1863 voor zes jaar twee kamers en een stuk moestuin op Het Spie werden verpacht aan Hendrik van Brummelen, door eigenaar Andries de Wilde. Tevens wordt aan Gerrit van Drie één kamer met een stukje moestuin verhuurd, en aan weduwe Overeem een huisje op het Spie.
De plaats waar het huis staat was een zeer strategische, namelijk de kruising van de Spieweg (nu Pijnenburgerlaan) met de weg van De Bilt naar Soestdijk, nu de Biltseweg. In de tijd van Lodewijk Napoleon werd het huis gebruikt als uitkijkpost.
Het gebouw heeft in de loop der jaren meerdere functies vervuld, zo was het onder andere boerderij, theeschenkerij, woonhuis en kantoor. Op 12 oktober 1865 is het pand met het omliggende perceel geveild. In de brochure staat vermeld: "Een winkelhuis en twee arbeiderswoningen, alles onder één dak met bakhuys-tuin-bouwland-eiken-en beukenbossen".
In 1959 werd het oude pand wegens bouwvalligheid gedeeltelijk afgebroken, en op dezelfde plaats (zij het groter) herbouwd. Tegenwoordig is het in gebruik als Frans restaurant, sinds 1972 in eigendom van de familie Herfst.
In mei 2023 werd bekend dat het restaurant in de zomer van 2023 in nieuwe handen komt. De nieuwe eigenaar, chef-kok Sidney Heinze, zet het restaurant voort zonder iets te veranderen, zelfs de menukaart blijft hetzelfde.